# Saint-Georges-d'Aurac
Saint-Georges-d'Aurac är en kommun i departementet Haute-Loire i regionen Auvergne-Rhône-Alpes i centrala Frankrike. Kommunen ligger i kantonen Paulhaguet som tillhör arrondissementet Brioude. År 2022 hade Saint-Georges-d'Aurac 473 invånare.

## Befolkningsutveckling
Antalet invånare i kommunen Saint-Georges-d'Aurac
| Referens: INSEE |